# Juan Vancell
Juan Vancell Puigcercós (Guixes, 1848-Madrid, 9 de abril de 1916) fue un escultor español.

## Biografía

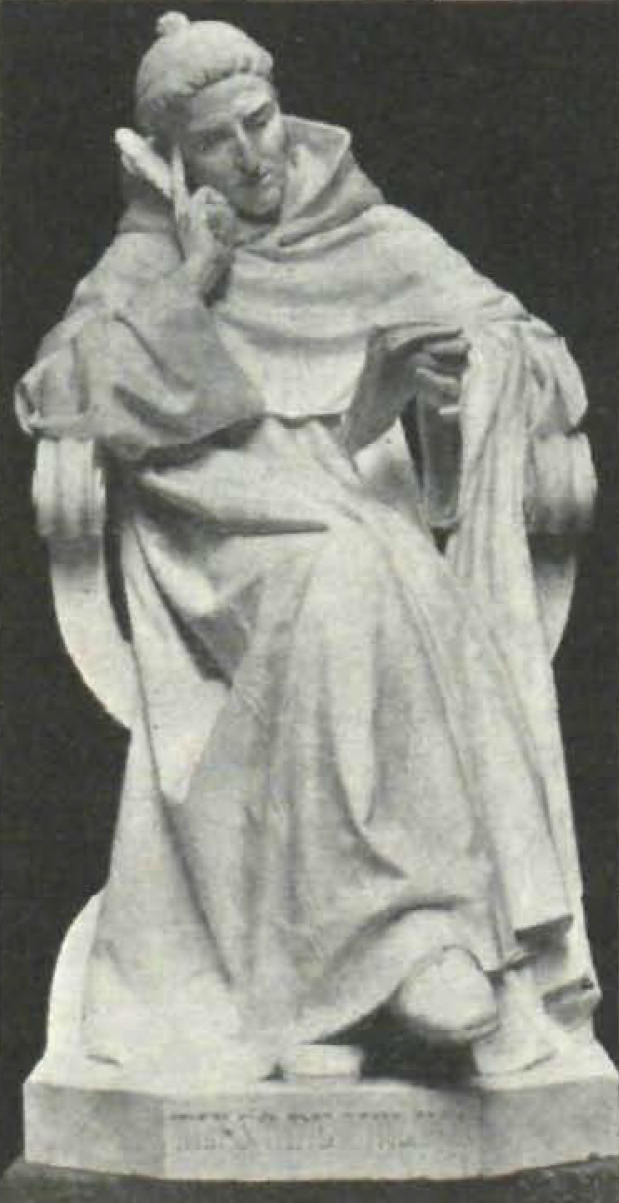
Escultura de Tirso de Molina.

Nació en 1848 en la localidad leridana de Guixes. Consiguió sendas segundas medallas en las Exposiciones Nacionales de Bellas Artes de 1881 y 1884, por esculturas de Tirso de Molina y Francisco de Goya, respectivamente. Vancell, que se asentó en Madrid, en el Palacio de Biblioteca y Museos Nacionales fue autor de la escultura de Miguel de Cervantes que adorna la entrada de la Biblioteca Nacional de España y de una medalla representando a Juan de Mariana. En el cementerio de San Justo fue autor de una medalla en la tumba del también escultor Jerónimo Suñol, de quien fue discípulo.
Estuvo casado con Carmen Clavería y falleció en abril de 1916, el día 9. Habría sido enterrado en la sacramental de San Justo.